# Vandoni de Barros
Carlos Vandoni de Barros (Corumbá, 26 de junho de 1904 — Rio de Janeiro, 16 de maio de 1986) foi um engenheiro civil, jornalista e político brasileiro, outrora deputado federal por Mato Grosso.

## Biografia
Filho de Pedro Paulino de Barros e Josefina Vandoni de Barros. Engenheiro civil formado em 1927, tomou posse como deputado estadual no ano seguinte e exerceu o mandato até que a Revolução de 1930 fechou os órgãos legislativos do país. Membro do Partido Liberal Mato-Grossense, migrou para o Partido Evolucionista de Mato Grosso sendo eleito deputado federal em 1934. Empossado no ano seguinte, exerceu o mandato até a instauração do Estado Novo em 1937. Fora da política, foi diretor do Instituto Nacional do Mate e do Serviço de Navegação da Bacia do Prata, este último uma autarquia sediada em Corumbá.
Diretor do jornal A Cidade, de Corumbá, foi sócio-correspondente da Academia Mato-Grossense de Letras e sócio efetivo do Instituto Histórico de Mato Grosso. Com o fim da Era Vargas ingressou no PSD elegendo-se deputado federal em 1947, não sendo reeleito no pleito seguinte.
Ao fim do mandato passou a residir no Rio de Janeiro, cidade onde faleceu vítima de infarto.